# Pradosia grisebachii
Pradosia grisebachii är en tvåhjärtbladig växtart som först beskrevs av Jean Baptiste Louis Pierre, och fick sitt nu gällande namn av Terence Dale Pennington. Pradosia grisebachii ingår i släktet Pradosia och familjen Sapotaceae. IUCN kategoriserar arten globalt som livskraftig. Inga underarter finns listade i Catalogue of Life.